# Kanał sromowy
Kanał sromowy, kanał Alcocka (łac. canalis pudendalis, canalis Alcocki) – w anatomii człowieka kanał biegnący w ścianie bocznej dołu kulszowo-odbytniczego wzdłuż gałęzi kości kulszowej, kierujący się następnie do przodu i kończący pod tylnym brzegiem przepony moczowo-płciowej. Jego ściany tworzą blaszki powstałe na skutek rozdwojenia się powięzi zasłonowej. W przebiegu kanału odgałęzienia naczyniowe i nerwowe przebijają ścianę kanału i wstępują do dołu kulszowo-odbytniczego.
Przez kanał przechodzą nerw sromowy, tętnica sromowa wewnętrzna i żyła sromowa wewnętrzna.
Nazwa eponimiczna upamiętnia irlandzkiego anatoma i chirurga Thomasa Alcocka.